# Joy Ogbonne Eze
Pour les articles homonymes, voir Joy Eze et Eze.
Joy Ogbonne Eze, née le 6 juin 2004, est une haltérophile nigériane.

## Biographie
Joy Ogbonne Eze est originaire d'Isu dans la zone d'Onicha.
Elle est triple médaillée d'or dans la catégorie des moins de 64 kg aux Jeux africains de 2019 ainsi qu'aux championnats d'Afrique 2021 à Nairobi. Elle est médaillée de bronze à l'épaulé-jeté aux Championnats du monde d'haltérophilie 2021 à Tachkent ; elle est aussi médaillée d'or des Championnats du Commonwealth lors de cet événement.
Triple médaillée d'argent dans la catégorie des moins de 71 kg aux championnats d'Afrique 2023 à Tunis,, elle est ensuite triple médaillée d'or dans cette même catégorie aux championnats d'Afrique 2024 à Ismaïlia ainsi qu'aux Jeux africains de 2023 à Accra.